# Yoga Vasistha
Yoga Vasistha (sanskrit योग-वासिष्ठ, IAST Yoga-Vāsiṣṭha) är en filosofisk text som traditionen säger att den hinduiska rishin Valmiki ska ha skrivit, fastän det egentliga författarskapet är okänt. Den fullständiga texten består av mer än 29000 verser. Den förkortade versionen kallas Laghu Yogavasistha och består av 6000 verser. Det är osäkert under vilket århundrade verket färdigställdes, men det uppskattas ha skett någon gång mellan 600-talet och 1400-talet. Det är troligt att någon form av tidig version av texten fanns redan under 100-talet.
Verket har fått namn efter en av de mest vördade bland vedas rishis, Vasistha, eller Vasishtha, som omnämns i Rigvedas sjunde bok och benämns som den förste vise under Vedanta enligt Adi Shankara.
Texten är disponerad som ett samtal mellan Vasistha och prins Rama och består av sex böcker Första boken kretsar kring Ramas frustration med mänskligt lidande och livets natur. Den andra boken beskriver Ramas längtan efter frigörelse. Den tredje och fjärde boken beskriver vägen till frigörelse och är fylld av berättelser som beskriver metafysiska och kosmologiska perspektiv på den mänskliga existensen. Dessa båda böcker är kända för sina skildringar av människans fria vilja och kreativa krafter. Den femte boken behandlar meditationen och dess kraft att frigöra människan, medan den sjätte och sista boken beskriver en upplyst och fridfull Rama.
Yoga Vasisthas läror är uppbyggda kring berättelser och fabler, med en filosofisk grund som påminner mycket om Advaita Vedanta. Verket är särskilt förknippat med inriktningen drsti-srsti inom Advaita som menar att "allt i världen finns i sinnet" (”whole world of things is the object of mind”.
Verket utvecklade principerna kring Maya och Brahman, begreppet icke-dualitet, och kring Yoga. Den förkortade versionen översattes till persiska på 1400-talet.
Yoga Vasistha är ett av de verk kring hinduistisk tro som över århundradena varit riktigt spridd och övat stort inflytande.

## Titeln
Vasistha i titeln syftar på rishin Vasistha, medan termen Yoga anspelar på temat I dialogerna och berättelserna och syftar generellt på yoga av alla former, i jakten på befrielse, på ett liknande sätt som i diktverket Bhagavad Gita.
Den långa versionen av verket kallas Brihat Yoga Vasistha, där Brihat betyder "stor" och den korta versionen Laghu Yoga Vasishta, där Laghu betyder "kort" eller "liten". Det är den långa versionen som rätt och slätt benämns Yoga Vasistha. Kärt barn har många namn och verket har även benämnts: Maha-Ramayana, Arsha Ramayana, Vasiṣṭha Ramayana, Yogavasistha-Ramayana och Jnanavasistha.
- Bok 1 Vairagya-prakaranam
- Bok 2 Mumukshuvayahara-prakaranam
- Bok 3 Utpatti-prakaranam
- Bok 4 Sthiti-prakaranam
- Bok 5 Upashama-prakaranam
- Bok 6 Nirvana-prakaranam